# Matteo Priuli (vescovo)
Matteo Priuli (Venezia, 30 marzo 1528 – Venezia, 3 aprile 1595) è stato un vescovo cattolico italiano.
Come vescovo di Vicenza, assieme al suo successore e nipote Michele Priuli, diede inizio all'attuazione della riforma tridentina.

## Biografia
Figlio di Antonio Priuli - appartenente ad una ricca e nobile famiglia veneziana che ebbe membri illustri in ogni campo - e di Lucrezia Pisani, fu avviato fin da quando aveva 13 anni alla carriera politico-ecclesiastica, facendo esperienza in Portogallo, Inghilterra, Francia, Spagna e soprattutto a Roma, dove entrò in familiarità con il cardinale Reginaldo Polo.
Nel 1561 fu nominato vescovo di Cittanova e in tale veste l'anno successivo partecipò al Concilio di Trento.
Il 13 aprile 1565 fu destinato alla sede di Vicenza, per dimissioni del cardinale Giulio della Rovere. Il suo ingresso in città, il 23 settembre dello stesso anno, fu solenne e sfarzoso: presso Porta Padova - dove avvenne l'incontro ufficiale con le autorità e il clero, fu eretto un arco trionfale disegnato da Andrea Palladio e ornato di pitture; tutto il percorso che di lì portava in vescovado era ornato di statue e colonne; massiccia fu la presenza di popolo, clero e confraternite, con in prima fila i notai con la loro Rua.
Ispirandosi all'azione che, nello stesso periodo, svolgeva a Milano San Carlo Borromeo, con grande decisione Matteo Priuli volle applicare nella sua diocesi quant'era stato stabilito dal Concilio: la moralizzazione del clero, sia secolare che religioso; le visite pastorali e le periodiche ispezioni; la regolare convocazione dei sinodi diocesani, la predicazione e l'uso delle immagini sacre, l'istituzione dei seminari e l'insegnamento della dottrina cristiana. Appena un mese e mezzo dopo l'ingresso, celebrò il primo Sinodo della riforma di cui però non è rimasta documentazione. Uno dei suoi primi interventi, contenuto e ribadito con due decreti del 1566, fu il tentativo di ridurre e abolire i benefici parrocchiali plurimi indebitamente goduti dai canonici della cattedrale. La totale inosservanza delle sue disposizioni lo spinse a indire un secondo sinodo di riforma verso la fine dell'anno.
In questo modo egli si inimicò i canonici che, capeggiati da Simone da Porto, si rivolsero alla curia romana dove avevano validi protettori; il vescovo allora li sospese a divinis ma, pochi mesi più tardi, essi furono liberati della scomunica per intervento del cardinale Protonotario Alessandro Riario. La battaglia contro la pluralità dei benefici e per la residenzialità dei beneficiari era perduta e a nulla valsero un terzo sinodo diocesano celebrato nell'ottobre del 1573 e un ulteriore terzo editto, emanato su quest'argomento nel 1574.
In realtà si trattò di una prova di forza tra il Priuli e il capitolo della cattedrale, che si faceva forte dei privilegi secolari ottenuti dai vescovi ancora durante l'alto medioevo; ma contro di lui insorsero anche i monasteri maschili di Vicenza, capeggiati dai canonici lateranensi del monastero di San Bartolomeo, che difendevano i privilegi apostolici - e soprattutto le esenzioni - e si appellarono anch'essi alla Santa sede ottenendo, anche in questo caso, ragione.
Nel suo secondo sinodo diocesano Matteo Priuli costituì i Vicariati foranei, voluti dal concilio di Trento in sostituzione della precedente organizzazione pievana; a differenza però di quanto stabiliva il concilio, i vicari nominati dal vescovo appartenevano a un'altra forania e assumevano quindi, in sostanza, la veste di controllori circa l'attuazione della riforma tridentina.
Ciò che riuscì invece al vescovo Priuli fu l'istituzione del seminario diocesano, in attuazione delle disposizioni conciliari. Per la formazione culturale e disciplinare di 50 giovani di buona famiglia e di chiara attitudine allo stato ecclesiastico, il vescovo assegnò a questo nuovo istituto la chiesa di San Francesco con l'annessa abitazione; difficile invece fu il suo mantenimento, che avrebbe dovuto essere sostenuto da rendite derivanti dal capitolo delle cattedrale e dai monasteri, che invece si rifiutarono di corrisponderle.
Stanco di tutte queste opposizioni, allo scadere del suo 15º anno di episcopato Matteo Priuli si dimise e nell'agosto del 1579 aveva già definitivamente abbandonato la diocesi; al suo posto venne nominato il nipote Michele. Morì a Venezia il 3 aprile 1595.